# 葉欣 (護士)
叶欣（1956年7月9日—2003年3月25日），1974年就讀广东省中医院卫训队，1976年毕业。1983年任广东省中医院急诊科护士长，后转至广东省中医院二沙分院担任护士长，為SARS期間殉職的醫護人員之一。
2003年SARS事件期間，叶欣因工作在第一线而感染，后因此于3月25日逝世，是第一名因此事件殉职的中国医务人员。

## 生平
叶欣出生于广东徐闻的一个医学世家。1974年进入广东省中医院卫训队。1976年毕业后，因护理能力测试成绩名列前茅留院工作。1983年，升任省中医院急诊科护士长，是该院有史以来最年轻的护士长。省中医院二沙分院成立后，叶欣主动提出到二沙急诊科担任护士长。
1995年，叶欣的论文《甲黄膜液对褥疮治疗护理的应用研究》获得广东省中医药管理局科技进步三等奖。
2003年2月上旬非典出现的早期，二沙分院接受部分疑似病患，并抽调部分人手至总院。叶欣从2月8日开始加班，亲临第一线抢救病人。3月4日中午，叶欣开始出现疲倦发热症状，后来确诊染上非典型性肺炎。中医院特意成立救治小组，广州中医药大学参与技术支援，时任广东省委书记张德江也委托蔡东士秘书长慰问她和家属。
2003年3月25日凌晨1:30，叶欣去世。

## 纪念
叶欣去世后，漫画家廖冰兄发动全社会成立“叶欣护士长基金”，奖励抗击“非典”中作出贡献的护士，并为叶欣塑像题字“大医精诚”。
2003年5月12日，红十字国际委员会授予叶欣南丁格尔奖。
2009年获评选为“100位新中国成立以来感动中国人物”。
广东省中医院二沙分院建有叶欣纪念像。
另外，苏教版小学语文教科书（2019年部编版教材全面启用后，该版本停用）收录课文《永远的白衣战士》，内容以叶欣的事迹为蓝本。